# Glaresis orthochilus
Glaresis orthochilus är en skalbaggsart som beskrevs av Bai, Krell och Ren 2010. Glaresis orthochilus ingår i släktet Glaresis och familjen Glaresidae. Inga underarter finns listade i Catalogue of Life.